# Bob Dylan’s Blues
Bob Dylan’s Blues – piosenka skomponowana przez Boba Dylana, nagrana przez niego w lipcu 1962 r. i wydana na drugim albumie The Freewheelin’ Bob Dylan w maju 1963 r.

## Historia i tematyka utworu
Clinton Helin jako datę sesji, podczas której został nagrany ten utwór, podaje 9 lipca 1962 r., natomiast Paul Williams podaje 6 grudnia tego samego roku. Bardziej prawdopodobna wydaje się data podana przez Heylina; potwierdzają to spisy utworów nagranych na poszczególnych sesjach.
Z wypowiedzi Dylana (cytowanych przez Nata Hentoffa w jego tekście z okładki albumu) wynika, że utwór został skomponowany spontanicznie; najpierw pojawiła się idea, a potem „czułem, co jest dalej. Najlepiej mogę to opisać tak, że to jest w coś w rodzaju kroczenia po chodniku. Patrzysz i idziesz”.
Utwór utrzymany jest w tonacji dość żartobliwej i zawiera złośliwy wstęp, w którym Dylan mówi, że utwór ten nie powstał w Tin Pan Alley, gdzie tworzy się obecnie utwory folkowe, ale „gdzieś tam” w Stanach Zjednoczonych.
Mimo użycia w tytule słowa blues, kompozycja ta nie jest oczywiście bluesem.
Piosenka była wykonywana bardzo rzadko. Istnieją właściwie tylko trzy jej nagrania: najwcześniejsze studyjne do albumu, w lutym 1963 r. Dylan nagrał ją w studiu radia WBAI w Nowym Jorku dla programu „Skip Weshner Show” oraz w kwietniu dla swojego wydawcy Witmark Music.
Oliver Trager podaje także informację, że Dylan wykonał ją podczas występów w klubie „The Bear” (24 kwietnia lub 2 maja) w Chicago, jednak spis utworów nie potwierdza tego. W spisie jest „Bob Dylan’s Dream”.
Jest to jeden z pierwszych utworów Dylana, w których podejmuje on grę z tradycją, ustalonymi pojęciami i amerykańskimi ikonami. W humorystyczny sposób zmienia perspektywę, miesza wszystko ze sobą, tworząc nonsensowną historyjkę. Jednak utwór, który początkowo angażuje takie postacie jak Lone Ranger i Tonto pod koniec staje się bardziej osobisty.
W pewien sposób piosenka ta była odskocznią od poważnych tematów narzucanych przez inne utwory z albumu i dawała chwilę relaksacji.